# Lysøysund
Lysøysund es una localidad de la provincia de Trøndelag en la región de Trøndelag, Noruega. A 1 de enero de 2017 tenía una población estimada de 276 habitantes.
Se encuentra ubicada en la parte central del país, cerca del fiordo de Trondheim y de la costa del mar de Noruega. 